# Ōya-ji
Le Ōya-ji (大谷寺) est un temple bouddhiste de la secte Tendai situé dans la ville d'Utsunomiya, préfecture de Tochigi, au Japon. La légende prétend, sans assise historique, que le temple a été fondé par Kūkai, fondateur de la secte Shingon, en 810. Le temple a été reconstruit dans les années 1615 à 1624. Il est bâti de roches de tuf et dispose d'une figure sculptée de la Bodhisattva Kannon aux mille bras avec un autel autour d'elle. À côté de l'autel, une autre paroi de la grotte porte une sculpture de la trinité bouddhique des Bodhisattvas Amida Buddha, Kannon et Seishi.
Le complexe du temple dispose également d'un petit musée d'objets récupérés à partir de colonies voisines datant de la période Jōmon du Japon. En face du temple se trouve une carrière qui a été transformée en un parc. Celui-ci dispose d'une imposante statue de Kannon Bodhisattva, appelée le « Kannon de la paix » (平和観音, heiwa Kannon) sculpté après la Seconde Guerre mondiale.